# معركة تل 3234
معركة تل 3234 هي معركة دفاع ناجحة خاضها 39 جندي من القوات المسلحة السوفيتية في أفغانستان ضد قوة من حوالي 250 من المجاهدين مدعومين بمرتزقة باكستانيين.